# メイナ
メイナ（伊: Meina）は、イタリア共和国ピエモンテ州ノヴァーラ県にある、人口約2,400人の基礎自治体（コムーネ）。

## 地理

### 位置・広がり
| 隣接するコムーネは以下の通り。括弧内のVAはヴァレーゼ県所属を示す。 - アンジェーラ (VA) - アローナ - コラッツァ - インヴォーリオ - レーザ - ネッビウーノ - ピザーノ - ランコ (VA) |

## 行政

### 分離集落
メイナには、以下の分離集落（フラツィオーネ）がある。
- Ghevio,Silvera